# Fröhnder Klopfsäge
Die Fröhnder Klopfsäge oder Klopfsäge Fröhnd ist eine historische Klopfsäge im Ortsteil Hinterholz der Gemeinde Fröhnd im Wiesental.

## Geschichte
Mit der Aufhebung des Klosters St. Blasien entfiel auch dessen Monopol für Mühlen und Sägemühlen (Zwing- und Bannmühlen und Sägen). Dies ermöglichte Investitionen und führte mutmaßlich 1808 zum Bau der Fröhnder Klopfsäge. Die Technik der Klopfsägen war bis etwa 1840 verbreitet und wurde danach durch Hochgangsägen und später Gattersägen abgelöst, da diese Techniken eine wesentlich größere Sägeleistung pro Tag ermöglichten. In Fröhnd wurde die Säge noch bis in die 1950er-Jahre zeitweise von einem nebenberuflichen Säger der Gemeinde genutzt. 1970 und 1981 wurde die alte Klopfsäge durch Privatinitiative jeweils vor dem Verfall gerettet. Die Renovierung der Säge erfolgte von 1981 bis 1993.
Heute wird die Klopfsäge für den Tourismus beworben und von Mai bis Oktober finden an Sonn- und Feiertagen Schau-Vorführungen statt, die vom Freundeskreis Klopfsäge durchgeführt werden. Ansonsten ist die Klopfsäge ganzjährig frei zugänglich, aber nicht im Betrieb zu sehen.

## Anlagenbeschreibung
Die Klopfsäge basiert auf einer alten Skizze von Villard de Honnecourt aus dem 13. Jahrhundert, wobei statt eines unterschlächtigen ein oberschlächtiges Wasserrad mit einem Durchmesser von 3 Metern eingesetzt wurde, das vom Künabach angetrieben wird. Die Sägehalle hat die Abmessungen 18 × 4,5 Meter. Das abgewalmte Satteldach ist mit etwa 16600 Holzschindeln eingedeckt. Das Wasser wird über einen hölzernen Kanal mit 50 cm Gefälle zum Wasserrad geführt. Der Wellbaum ist aus Eichenholz und etwa 5,35 Meter lang mit einem Durchmesser von 53 cm. Die Säge könnte etwa 1,50 Festmeter Schnittholz pro Tag sägen, während neuere Sägen die 25-fache Leistung erbringen.